# Frumales
Frumales – gmina w Hiszpanii, w prowincji Segowia, w Kastylii i León, o powierzchni 27,66 km². W 2011 roku gmina liczyła 155 mieszkańców.